# Елізабеттаун (Огайо)
Елізабеттаун (англ. Elizabethtown) — переписна місцевість (CDP) в США, в окрузі Гамільтон штату Огайо. Населення — 323 особи (2020).

## Географія
Елізабеттаун розташований за координатами 39°9′46″ пн. ш. 84°48′15″ зх. д. / 39.16278° пн. ш. 84.80417° зх. д. (39.162654, -84.804064).  За даними Бюро перепису населення США в 2010 році переписна місцевість мала площу 2,34 км², з яких 2,30 км² — суходіл та 0,04 км² — водойми.

## Демографія
Згідно з переписом 2010 року, у переписній місцевості мешкало 350 осіб у 128 домогосподарствах у складі 93 родин. Густота населення становила 149 осіб/км².  Було 144 помешкання (62/км²).
Расовий склад населення:
| - 98,6 % — білих |

До двох чи більше рас належало 0,6 %. Частка іспаномовних становила 2,6 % від усіх жителів.
За віковим діапазоном населення розподілялося таким чином: 28,0 % — особи молодші 18 років, 62,0 % — особи у віці 18—64 років, 10,0 % — особи у віці 65 років та старші. Медіана віку мешканця становила 32,1 року. На 100 осіб жіночої статі у переписній місцевості припадало 112,1 чоловіків;  на 100 жінок у віці від 18 років та старших — 95,3 чоловіків також старших 18 років.
За межею бідності перебувало 11,1 % осіб, у тому числі 26,8 % дітей у віці до 18 років та 0,0 % осіб у віці 65 років та старших.
Цивільне працевлаштоване населення становило 97 осіб. Основні галузі зайнятості: виробництво — 30,9 %, мистецтво, розваги та відпочинок — 18,6 %, роздрібна торгівля — 15,5 %, науковці, спеціалісти, менеджери — 13,4 %.